# Ikerkutatás
Az ikerkutatások (angolul: twin study) a környezet és az öröklődés személyiségjegyekre (pl. temperamentum, gyanakvás), intelligencia, egyes fizikai vonásokra (pl. testmagasság) és pszichopatológiai vonásokra (pl. szkizofrénia) gyakorolt hatását fedik fel egy adott mintán belül. Az ikerkutatás a viselkedésgenetika és más tudományterületek fontos eszköze.
Az ikerkutatások egyszerű, ám elegáns logikája az egypetéjű és a kétpetéjű ikrek eltérő genetikai rokonságfokából ered. Az egypetéjű (monozigóta – MZ) ikrek génjeinek 100%-a azonos, míg a kétpetéjű (dizigóta – DZ) ikrek átlagosan csak génjeik 50%-án osztoznak. A kétpetéjű (DZ) ikrek tehát genetikailag nem hasonlítanak jobban egymásra, mint más testvérek. Egypetéjű ikrek születnek, ha a megtermékenyített petesejt a fogantatást követő két hétben osztódik. Ez nagyjából 250 szülésből egyszer következik be. Kétpetéjű ikrek esetében az anya szervezete egyidejűleg két petesejtet hoz létre, amit két külön spermium termékenyít meg. Az egypetéjű ikrek mindig azonos neműek, míg a kétpetéjűek lehetnek azonos vagy különböző neműek is. Ritkábban szokatlan MZ és DZ variánsok is létrejöhetnek. A klasszikus ikerkutatások összehasonlítják az MZ és DZ ikreket valamely konkrét vonás – pl. magasság vagy testsúly stb. – vonatkozásában. Az egypetéjűek közötti, kétpetéjűeknél mértnél nagyobb hasonlóság azt szemlélteti, hogy a kérdéses vonás részleges genetikai kontroll alatt áll. Egyes kutatások külön nevelt egypetéjű és kétpetéjű ikreket hasonlítanak össze különböző vonások mentén. A kapcsolódó örökbefogadás-kutatások egy háztartásban nevelkedett, de genetikailag teljesen különböző személyek vonásait vetik össze. A kutatók kiindulópontja szerint a külön nevelt MZ ikrek esetében a gének teljesen azonosak, míg a családi környezet teljesen különböző, az örökbefogadás-kutatások esetében viszont pont fordítva. Az egyik legismertebb longitudinális ikerkutatás a Minnesota ikervizsgálat (Minnesota Twin Family Study), mely 1900 ikerpárt vont be a vizsgálatba.

## Története
Az ikrek már az ókorban is felkeltették a kutatók figyelmét. Az egyik első modern kutató, aki már a XIX. században ikervizsgálatokat végzett, Francis Galton volt. Ő azonban még nem különböztette meg az egypetéjű és a kétpetéjű ikreket.
Az ikerkutatásokat sokáig éles viták kísérték. Az 1970-es évekre az ilyen vizsgálatokra sötét árnyék vetült. Egyrészt a II. világháború alatt a náci orvos Josef Mengele is végzett embertelen kísérleteket ikrekkel. Másrészt 1966-ban egy brit pszichológus, Cyril Burt kutatási eredménye, melyet állítása szerint 53 ikerpár vizsgálatából nyert nagy befolyással volt a brit oktatási rendszerre. Azonban később nagyon valószínűvé vált, hogy Burt legalább az adatai egy részét meghamisította. Hogy az ikerkutatások eredményeinek elfogadása előtt mi volt az uralkodó közgondolkodás, arra jó példa az alábbi idézet, mely egy 1981-es, meghatározó személyiségpszichológiai tankönyvből származik: "Képzeljük csak el a hatalmas személyiségbeli különbséget, amit azonos genetikai állománnyal rendelkező ikrekben találnánk, ha ezen ikrek különböző családokban nőttek volna fel!"
Mára azonban az ikerkutatás új virágkorát éli, elsősorban olyan országokban, mint az USA, Hollandia, Dánia, Svédország, Ausztrália.

## Genetikai hatás, közös és egyedi környezeti hatás
A kutatásokból nyert korrelációs mutatók alapján a kutatók következtetni tudnak arra, hogy egy adott vonás – pl. testsúly, IQ, stb. – adott populáción belüli változatossága milyen mértékben tulajdonítható az öröklés, ill. a környezet hatásának. A környezet hatását célszerű további két alcsoportra osztani: közös ("shared") és egyedi ("non-shared") környezeti hatásra. Közös környezeti hatásnak tekintjük mindazon környezeti tényezőket, ami a családtagok számára azonos, ill. hasonlóságokat okoz a családban nevelkedő testvérek számára. Ilyen pl. a szülők anyagi helyzete, a szülők közötti konfliktusok, vagy a szülők nevelési stílusa. Ezzel szemben egyedi környezeti hatásnak tekintjük mindazon tényezők hatásait, melyek az azonos háztartásban nevelkedő testvérek között különbségeket okoznak. Pl. valamely testvér betegsége, a testvérek (eltérő) baráti köre stb.
A modern ikervizsgálatok legfontosabb eredményei:
- a legtöbb személyiségvonás népességen belüli változatossága legalább részben genetikai eredetű,
- a környezeti hatáson belül jóval nagyobb az egyedi környezeti hatás, mint a közös környezeti hatás.

Például az alapvető személyiségjegyeket a pszichológusok manapság az öt fő személyiségjegyet vizsgáló un. Big Five kérdőívekkel mérik. Mindegyik személyiségjegy esetében a változatosságnak legalább a 40%-át magyarázzák közvetlen genetikai faktorok, további mintegy 25%-át az egyedi környezeti hatások és csak mintegy 10%-ot a közös környezet (vagyis főleg a család). A fennmaradó közel 25% egyszerűen mérési hiba ill. bizonytalanság.
Az öröklődésre vonatkozó statisztikák mindig valamely vonásnak csak az adott populációhoz tartozó személyek közötti változatosságára vonatkozik, arra ad magyarázatot. Például csak mert a személyiség öröklődési indexe 0,6 , helytelen volna arra a következtetésre jutni, hogy valamely egyén a személyiségének 60%-át kapja a szüleitől és 40%-át pedig a környezetének köszönheti. Hogy ezt megértsük, képzeljük el, hogy a föld minden lakosa ugyanazon személy genetikai klónja! Ebben az esetben az öröklődési index minden vonás esetében nulla lenne (azaz a klón-emberiség tagjai között tapasztalható bármilyen különbség csak a környezet hatása lehetne). Másik példa: "a legtöbb ember 10 ujjal születik. Azok, akiknek kevesebb van általában balesetben vesztették el egy, vagy több ujjukat (környezeti hatás). A kéz ujjainak számaira vetített öröklődési mutató tehát közel van a nullához. Mégis abszurd lenne úgy érvelni, hogy a környezet az oka, hogy 10 ujjunk van. Valójában 10 ujjunk van, mert genetikailag erre vagyunk programozva. Az ujjak számában mutatott változatosság, amit a környezet determinál. A tény, hogy 10 ujjunk van genetikailag meghatározott."